# Phare Esperanza
Le phare Esperanza (en espagnol : Faro Esperanza) est un phare actif situé sur la péninsule antarctique (Antarctique argentin), dans la Province de Terre de Feu, Antarctique et îles de l’Atlantique sud en Argentine.
Il est géré par le Servicio de Hidrografía Naval (SHN) de la marine .

## Histoire
En 1952, un premier phare avait été construit, une tourelle métallique de 8 m dont la lumière fonctionnait à l'acétylène avec une portée de 7.6 milles marins (environ 14 km). En 1960, la structure a dû être remplacée par une structure identique en raison de la détérioration subie en raison du climat rigoureux.
Le nouveau phare , une structure en fibre de verre, a été mis en service le 2 janvier 1994 dans la zone de l'Antarctique argentin. Il marque, sur la péninsule de la Trinité, l'arrivée à la Base antarctique Esperanza  dans la baie de l'Espoir. Il est situé sur un îlot à 1 km à l'est de la base.

## Description
Ce phare est un tourelle métallique de 6 m de haut. La tour est peinte en noir et rouge. Il émet, à une hauteur focale de 26 m, un éclat blanc par période de 2 secondes. Sa portée est de 6.2 milles nautiques (environ 11.5 km).
Identifiant : ARLHS : ANC-002 - Amirauté : G1389 - NGA : 111-2756 .
|                                        |
| Localisation : Péninsule de la Trinité |

|                            |
| Base antarctique Esperanza |

### Lien connexe
- Liste des phares d'Argentine